# Catharina Larsson
Catharina Larsson, född 1961 i Stockholm, är en svensk läkare och forskare inom medicinsk genetik.
Larsson tog läkarexamen vid Karolinska Institutet (KI) 1985 och disputerade i medicinsk genetik vid KI 1989. Hon var gästforskare vid Salk Institute of Biological Studies 1998 och är professor i medicinsk genetik vid KI sedan 1 juni 2001.
Hennes forskningsområde är genetiska mekanismer för ärftliga sjukdomar som beror på uppkomst av tumörer i olika organ såsom sköldkörteln, bisköldkörteln och binjuren.
Larsson tilldelades 2006 Göran Gustafssonpriset i medicin "för sina studier av genetiska uppkomstmekanismer för tumörer i hormonproducerande
organ".
Larsson invaldes 2008 som ledamot av Kungliga Vetenskapsakademien.